# سفیدکولی

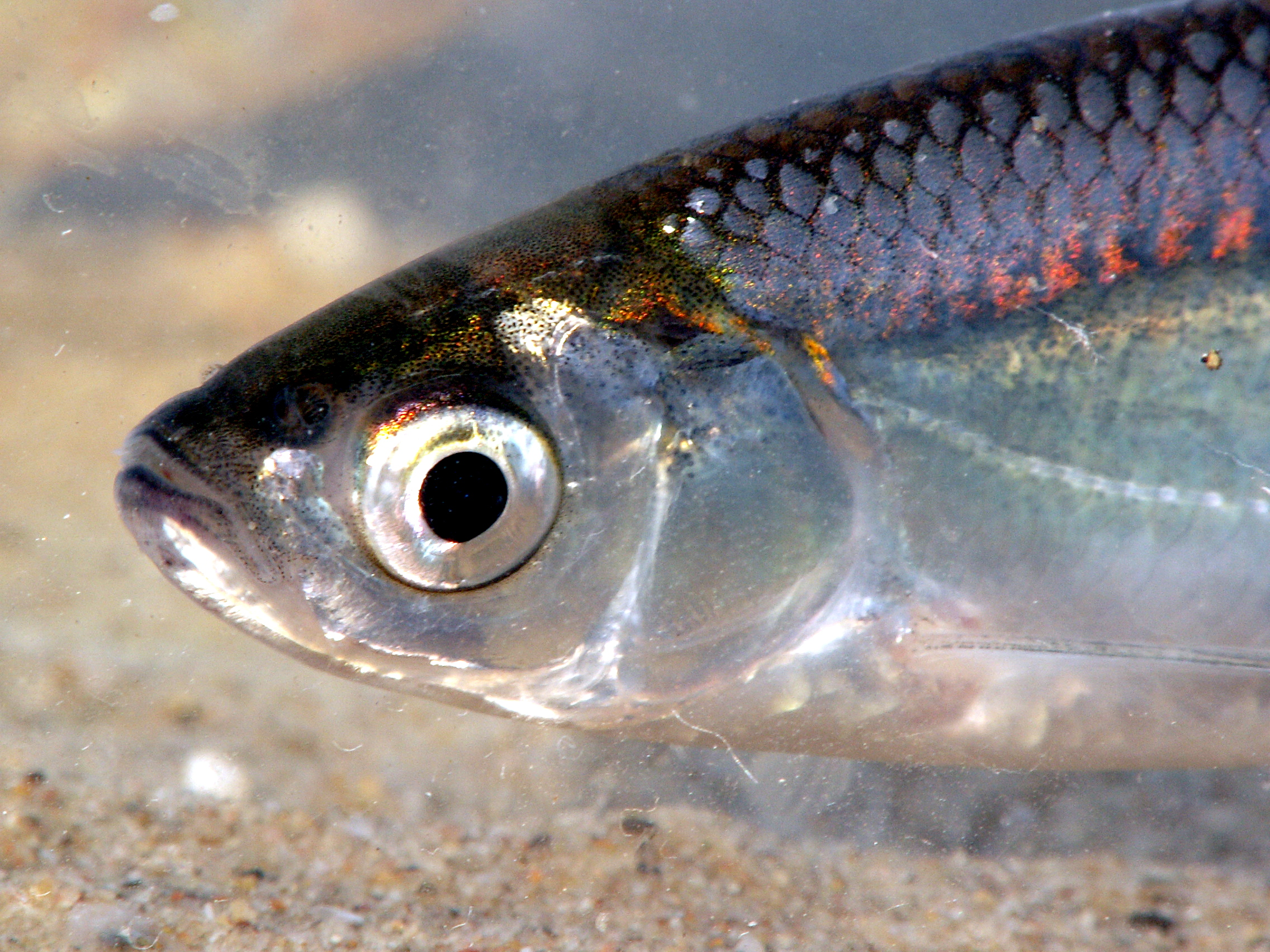
تصویر سر ماهی سفید کولی

ماهی سفیدکولی (در زبان محلی اسلک، اَسلِف) در ایران در حوضه دریای خزر و در جنوب شرقی اروپا و آسیا زندگی می‌کند.

## ویژگی
دندان حلقی دوردیفی (۵٫۲–۲٫۵)؛ بیشینه درازا ۴۰ (و با میانگین ۱۸) سانتی‌متر؛ بیشینه وزن ۲۵۰ (و با میانگین ۴۵) گرم؛ دارای بدن کشیده و فک پایین دراز است. بدن از پولک‌های ریز نقره‌ای پوشیده شده‌است؛ کیل شکمی کوتاه بدون پولک بین باله‌های لگنی و مخرجی قرار دارد؛ دهان این ماهی فوقانی است.

## زیست‌شناسی و تولید مثل
این ماهی دارای چندین زیرگونه و مهاجر است که برای تخم‌ریزی وارد رودخانه می‌شوند. به عنوان مثال زیرگونه Ch. ch. mento Agassis در حوزه دریای سیاه زندگی می‌کند. در دو تا سه‌سالگی بالغ می‌شود؛ تخم‌ریزی از اواخر اسفند تا خرداد انجام می‌گیرد؛ در این هنگام بر روی بدن و مخصوصا سر ماهی نر دانه‌های مرواریدشکلی ایجاد می‌شود. ماهی سفیدکولی در ناحیه کم‌عمق و قسمت های میانی رودخانه با بستر قلوه سنگی تخم‌ریزی می‌کند و تعداد تخم آن ۲۳–۱۵ هزار عدد است.
نوع مهاجر ماهی سفیدکولی دارای ارزش شیلاتی است. حداکثر سن این ماهی تا 5 سال است که فعالیت های انسانی و آلودگی آب ها تاثیر فراوانی بر زیستن آنها می گذارد. 

## تغذیه
این نوع ماهی از پلانکتون‌ها، حشرات و لاور و نوزاد آنها، نوزاد ماهیان و جانوران کف‌زی و کرم ها تغذیه می‌کند.